# Malvasia Fina Roxa
Malvasia Fina Roxa ist eine  Weißweinsorte aus Portugal.

## Abstammung, Herkunft
Von der Abstammung her handelt es sich um eine Mutation der Sorte Malvasia Fina. Die Ausgangssorte ist eine natürliche Kreuzung zwischen den Sorten Hebén und Alfrocheiro.

## Ampelografische Merkmale
- Die Triebspitze ist starkwollig behaart, weißlich hellgrün mit rötlichem Anflug.
- Das Blatt ist mittelgroß, drei- bis fünflappig, Stielbucht ist V-förmig offen
- Die Traube ist mittelgroß, stark verzweigt, lockerbeerig mit kurzem Stiel. Die Beeren sind gelblich-rosa, klein bis mittelgroß und rund.

Reife: früh

## Eigenschaften, Wein
Eigenschaften und der Wein sind mit der Ausgangsorte identisch. Siehe Malvasia Fina.

## Verbreitung
Es gibt nur 25 ha (2010) in Portugal, in den Gebieten von Algarve und Trás-os-Montes.